# Василенко, Матвей Иванович
Матве́й Ива́нович Василе́нко (13 ноября (25 ноября) 1888 — 1 июля 1937) — советский военный деятель, комкор.

## Биография
Украинец, из крестьян. После окончания гимназии сдал экзамены в Казанский университет, проучился там два года, затем поступил в военное училище. Окончил Тифлисское военное училище в 1909 году. В том же году он младший офицер Ахалцыгского (Ахалцихского) полка. В 1912 году произведен в поручики, был командиром роты, начальником учебной команды полка.
Участник Первой мировой войны, штабс-капитан.
После Февральской революции в марте 1917 года солдаты избрали его членом исполнительного комитета 5-й армии Северного фронта, а в июне делегировали в Петроград на 1-й Всероссийский съезд Советов рабочих и солдатских депутатов. После Октябрьской революции Матвей Иванович Василенко остаётся членом исполнительного комитета 5-й армии, выполнял обязанности начальника штаба этого войскового соединения. Участник Белого движения.
По Брест-Литовскому мирному договору Советская Россия обязана была провести демобилизацию армии, включая и воинские части, вновь сформированные Советским правительством. В числе демобилизованных оказался и Василенко. Его родные места оккупировали немецкие войска, и он остался в Петрограде, а в мае стал слушателем последнего курса, окончил ускоренный курс Академии Генштаба (1917). Тогда же её эвакуировали в Екатеринбург, а потом перевели в Казань. 7 августа белогвардейцы захватили этот важный стратегический пункт на Волге. Адмирал Колчак восстановил Николаевскую Академию Генштаба, отправил её во Владивосток для подготовки кадров высшего звена.
По дороге на Дальний Восток Василенко бежал из эшелона, вступил в партизанский отряд и в феврале 1919 года перешёл линию Восточного фронта. Тогда же его назначили командиром бригады, а в апреле перевели в распоряжение командования Южного фронта и назначили помощником начальника штаба корпуса, а с 13 июня — начальником Экспедиционной дивизии.
В РККА с 1919 года. С апреля 1919 года в распоряжении главкома, в июне 1919 года — начальник штаба Особого экспедиционного корпуса Южного фронта, в июне-августе 1919 года начальник 40-й стрелковой дивизии. С 19 декабря 1919 года по 26 марта 1920 года командовал 11-й армией, действовавшей на Царицынском направлении и на Северном Кавказе.
В Астрахани он познакомился с членом Реввоенсовета этой армии Кировым, за короткий срок была налажена прочная оборона города, проведён ряд успешных наступательных операций.
С 5 апреля 1920 года по 19 июля 1920 года командовал 9-й Кубанской армией. Командующий 11-й армией (с 26 июля 1920 года по 12 сентября 1920 года). Командующий 14-й армией на польском фронте с 27 сентября 1920 по 5 ноября 1920 года. Участвовал в походе в Армению и в боях в дашнаками.
В 1920 году Василенко был отмечен золотыми часами от РВС Кавказского фронта и почетным наградным оружием от СНК Азербайджана. В 1923 году он получил серебряный портсигар от Омского губисполкома.
За заслуги в гражданскую войну в 1924 году М. И. Василенко был награжден орденом Красного Знамени со следующей формулировкой: «Т. Василенко Матвей Иванович за то, что в наиболее обостренные периоды гражданской войны с марта 1919 г. по сентябрь 1920 г., последовательно командуя IX, XI и XIV Красными армиями, руководил боевыми действиями этих доблестных армий, усилия которых неоднократно приводили к решающим для нашего оружия успехам, на побережье Черного моря и по Кавказскому берегу Каспийского моря против войск Деникина и на Украине против банд Петлюры и Врангеля».(Приказ РВС СССР по личному составу армии. 1924. № 44. 19.02).
Позднее среди наград Василенко появилась шашка с грамотой от коллегии ГПУ Украины, а в 1933 году — ордена Красной Звезды и Красного Знамени Армянской ССР.
Начальник 45-й стрелковой дивизии (1924—1929). Командир 9-го стрелкового корпуса (1929—1930). Командир 17-го стрелкового корпуса (1930—1931). Инспектор пехоты РККА (1931—1935). С 1934 года член Военного совета при Народном комиссариате обороны СССР.
Член ВКП(б) с 1932 года. Последняя должность — заместитель командующего войсками Уральского военного округа (с 1935 года).

## Репрессии
Арестован 11 марта 1937 года. Список лиц, предназначенных к осуждению по 1-й категории (расстрел), в котором значится Василенко, был подписан Сталиным, Кагановичем, Ворошиловым, Ждановым, Микояном 26 июня 1937. Осуждён 1 июля 1937 года ВКВС СССР по обвинению в участии в военно-террористическом заговоре. Расстрелян в тот же день. Место захоронения: Донское кладбище.
Реабилитирован 28 ноября 1956 года ВКВС СССР.

## Воинские чины и звания
- Подпоручик — 06.08.1909
- Поручик — 25.11.1912
- Штабс-капитан — 1917
- Капитан — 1917
- Подполковник — 1917
- Комкор — 20.11.1935[5]

## Награды
- Орден Красного Знамени (1924г.)
- Орден Красного Знамени Армянской ССР
- Орден Красной Звезды (1933г.)
- почётное наградное оружие (шашка)
- Орден Св. Станислава 3-й степени (27.08.1916)

## Адрес
Проживал по адресу: город Свердловск, улица 8 Марта, дом Советов.

## Сочинения
- Воздушно-химическая оборона города. — Киев, 1929.
- Боевая служба красноармейца. — М., 1932.
- Боевая служба младшего командира. — Минск, 1936.